# جيمي تومسون (لاعب هوكي الجليد)
جيمي تومسون هو لاعب هوكي الجليد كندي، ولد في 23 فبراير 1927، في وينيبيغ في كندا، وتوفي في 18 مايو 1991.

## وصلات خارجية
- جيمي تومسون على موقع دوري الهوكي الوطني (الإنجليزية)
- جيمي تومسون على موقع قاعة مشاهير الهوكي (لاعب أن.إتش.أل) (الإنجليزية)
- جيمي تومسون على موقع EliteProspects.com (الإنجليزية)
- جيمي تومسون على موقع HockeyDB.com (الإنجليزية)
- جيمي تومسون على موقع Hockey-Reference.com (الإنجليزية)